# 勐拉鎮區
勐拉鎮區是緬甸撣邦勐拉县下轄的一個鎮區，治所位於勐拉（又稱小勐拉）。勐拉鎮區現時由掸邦东部民族民主同盟军控制，為後者自稱的缅甸掸邦东部第四特区的一部分。
勐拉鎮區與中國接壤，曾是毒品生產和販運中心與非法野生動植物貿易中心。本地亦向中國遊客提供賭博和賣淫服務，不受緬甸政府管制。

## 外部鏈接
- Mong La’s Moveable Feast of Endangered Beasts （页面存档备份，存于）
- Mong La - Vice City （页面存档备份，存于）